# Achêne
Achêne (en wallon Achin.ne) est une section de la ville belge de Ciney située en Région wallonne dans la province de Namur.
C'était une commune à part entière avant la fusion des communes de 1977.

## Géographie
Achêne est situé à 10 km de Dinant et à 5 km de Ciney, à proximité de l'échangeur autoroutier du même nom. Le point culminant est de 237 mètres au lieu-dit « Au chêne ».
Le village est exclusivement agricole.
Hameaux : Fays, Onthaine.

## Évolution démographique
- Source: DGS, 1831 à 1970=recensements population, 1976= habitants au 31 décembre

## Patrimoine et culture

### Patrimoine architectural
L'église Saint-Clément est classée.

## Économie
Le village possède un zoning.

## Personnalités
- Édouard d'Huart (décédé à Achêne en 1884).